# Leuctra insubrica
Leuctra insubrica är en bäcksländeart som beskrevs av Aubert 1949. Leuctra insubrica ingår i släktet Leuctra och familjen smalbäcksländor. Inga underarter finns listade i Catalogue of Life.